# Antonio Tabac
Antonio Tabac, född 30 maj 2012 i Östervåla i Uppsala län, är en svensk varmblodig travhäst. Han tränas av Rikard Lindh vid Gävletravet. Han har tidigare tränats av Jörgen Westholm (2020–2021), Oskar Kylin Blom (2018–2020), Stig H Johansson (2015–2018) och Rauno Pöllänen (2014–2015).
Antonio Tabac började tävla i juli 2015 och tog sin första seger i den åttonde starten. Han har till september 2021 sprungit in 3,5 miljoner kronor på 87 starter varav 21 segrar, 12 andraplatser och 9 tredjeplatser. Han har tagit karriärens hittills största seger i Norrbottens Stora Pris (2020). Han har även segrat i High Coast Midnight Race (2018), Silverdivisionens final (sept 2018) och Grote Prijs der Giganten (2018). Han kom på fjärdeplats i Sundsvall Open Trot (2020).
Han har haft väldiga skadeproblem under sin karriär hittills.